# Слава (мемориальный комплекс)
Мемориальный комплекс «Слава»(укр. Меморіальний комплекс «Слава») — мемориальный комплекс, посвящённый героям-молодогвардейцам и советским воинам, освобождавшим город Ровеньки от немецко-фашистских захватчиков.

## История
Мемориал расположен на месте городского сквера, где весной 1943 года были похоронены узники фашистского гестапо. Он состоит из трёх элементов — памятника молодогвардейцам, братской могилы молодогвардейцев и братской могилы советских воинов. Находится на улице Ленина рядом со школой, недалеко от городского музея «Памяти погибших».
Во время открытия мемориального комплекса на специально созданной трибуне присутствовали: члены бюро обкома Компартии Украины (КПУ), секретарь центрального комитета ЛКСМ Украины Анатолий Иванович Корниенко, член подпольной организации «Молодая гвардия» Валерия Борц, Герои Социалистического Труда, родители и близкие молодогвардейцев и погибших воинов. Торжественный митинг открыл первый секретарь городского комитета КПУ Виктор Прохорович Мишин. Первый секретарь обкома КПУ Борис Трофимович Гончаренко разрезал ленту, после чего спустившееся покрывало открыло монумент молодогвардейцам.

## Описание
Центральным элементом мемориала является памятник молодогвардейцам. Скульптурная композиция на вершине холма, в центре мемориального комплекса представляет собой отлитые из бронзы фигуры пяти участников «Молодой гвардии». Перед скульптурной группой установлена каменная чаша, где горит Вечный огонь. Вокруг площади мемориального комплекса построена гранитная стена, возле которой было посажено 40 серебристых елей в честь 40-летия «Молодой гвардии».
Слева от памятника находится братская могила советских солдат и офицеров. На невысоком постаменте установлены четыре мемориальных плиты с именами 28 советских воинов, погибших во время освобождения города Ровеньки. В 1982 году здесь же были перезахоронены останки советского писателя Николая Петровича Трублаини. На стеле за братской могилой надпись: «Ваши имена чтит и вечно будет помнить наша великая страна». Справа от памятника расположена братская могила пяти молодогвардейцев. На гранитной стене за ней высечены слова: «Подвигу молодогвардейцев жить в веках». На плитах надгробий изображены награды, которыми были посмертно удостоены погибшие герои-комсомольцы.
Авторы созданного мемориала: скульпторы Н. В. Запорожец и А. К. Редько, архитекторы В. Г. Смирнов и Р. П. Юхтовский. Несколько раз братские могилы молодогвардейцев и советских воинов реставрировались.